# Per Günther
Per Günther, né le 5 février 1988 à Hagen, en Allemagne, est un joueur allemand de basket-ball, évoluant au poste de meneur. 